# Besseria zonaria
Besseria zonaria là một loài ruồi trong họ Tachinidae.